# كاميلو نوغويرا رومان
كاميلو نوغويرا رومان هو اقتصادي وسياسي إسباني، ولد في 22 نوفمبر 1936 في فيغو في إسبانيا. نشط حزبياً في Galician Nationalist Bloc ‏. في انتخابات البرلمان الأوروبي 1999، انتخب عضو في البرلمان الأوروبي عن دائرة إسبانيا لترشحه ضمن قائمة Galician Nationalist Bloc ‏، وقد انضم خلال فترته النيابية (20 يوليو 1999 – 19 يوليو 2004) للكتلة البرلمانية كتلة الخضر/التحالف الأوروبي الحر وانتخب عضو برلمان منطقة غاليسيا ‏.